# Counter-Strike 2
Counter-Strike 2 is een computerspel dat is ontwikkeld en uitgegeven door Valve Corporation voor Windows en Linux. Het first-person shooterspel kwam wereldwijd uit op 27 september 2023.

## Beschrijving
Net als voorganger Global Offensive zijn er twee teams; de terroristen en counter-terroristen. Deze teams nemen het op tegen elkaar en moeten verschillende doelen zien te behalen om het spel te winnen.
Spelers hebben slechts een leven en kunnen aan het begin van elke ronde, afhankelijk van het budget, een set wapens en uitrusting kopen om die ronde mee te spelen.
Nieuw in dit spel zijn verbeterde graphics, een serverarchitectuur voor nauwkeurige precisie en extra spelmodi. De beschikbare spelmodi zijn Wingman, Casual, Deathmatch, Competitief en Premier. Andere aangepaste elementen zijn betere rookontwikkeling, waar spelers de eigenschappen van kunnen veranderen met kogels of handgranaten, en spelers kunnen een totaal van vijftien wapens meedragen in elke ronde.

## Ontvangst
| Recensiescore       | Recensiescore |
| Recensieverzamelaar | Score         |
| ------------------- | ------------- |
| Metacritic          | 82%           |
| Publicist           | Score         |
| Eurogamer           | 4/5           |
| TechRadar           | 4/5           |

Het spel ontving positieve recensies. Men prees het grafische gedeelte, de gameplay en spelbesturing. Kritiek was er op de hoge moeilijkheidsgraad voor nieuwe spelers en afwezigheid van toegankelijkheidsopties.
Spelers beoordeelden CS 2 wat lager dan de vakbladen. De gamers hadden vooral kritiek op de prestaties van het spel, verwijderde functies die wel aanwezig waren in CS:GO, en dat het spel niet langer meer beschikbaar was voor het macOS-besturingssyteem.
Op recensieverzamelwebsite Metacritic heeft het spel een score van 82%.